# Superpuchar Hiszpanii w koszykówce
Superpuchar Hiszpanii w koszykówce – turniej, który rozgrywany jest raz w roku, tuż przed rozpoczęciem każdego sezonu ligowego ACB/Ligi Endesa. W latach 80. rozegrane zostały cztery edycje, następnie zrezygnowano z organizowania dalszych zawodów o to trofeum. Rozgrywki wznowione zostały w 2004 roku.

## Format rozgrywek
Drużyny biorące udział w Superpucharze:
- Zdobywca Mistrzostwa Hiszpanii
- Zdobywca Pucharu Hiszpanii
- Najlepsza hiszpańska drużyna w rozgrywkach Euroligi
- Gospodarz

### Superpuchar w latach 80.
O trofeum te walczono 4-krotnie. Pierwsza edycja została rozegrana w sezonie 1984/85. W finałowym starciu mierzyli się ze sobą zdobywcy Mistrzostwa Hiszpanii oraz triumfatorzy Pucharu Hiszpanii. Turniej rozgrywany był tylko do 1988, po czym zrezygnowano z organizacji następnych edycji. 
W 1985 rozegrano dwie edycje Superpucharu. Pierwsza została rozegrana pod koniec sezonu 1984/1985, a następna przed rozpoczęciem sezonu 1985/86.
| Sezon | Gospodarz  | Zwycięzca         | Finalista         | Wynik  |
| ----- | ---------- | ----------------- | ----------------- | ------ |
| 1985  | Alcora     | Real Madryt       | CB Zaragoza       | 101–61 |
| 1985  | Valladolid | Joventut Badalona | Real Madryt       | 104–91 |
| 1986  | A Coruña   | Joventut Badalona | Real Madryt       | 74–67  |
| 1987  | Vigo       | FC Barcelona      | Joventut Badalona | 91–88  |

### Superpuchar w XXI wieku
Superpuchar powrócił do terminarza hiszpańskich rozgrywek dopiero w 2004 roku i jest rozgrywany co roku, przed wznowieniem rozgrywek ligowych.

### Zdobywcy trofeum
| Sezon | Gospodarz                  | Zwycięzca              | Wynik           | Finalista              | 3. miejsce      | Wynik | 4. miejsce        | MVP                 |
| ----- | -------------------------- | ---------------------- | --------------- | ---------------------- | --------------- | ----- | ----------------- | ------------------- |
| 2004  | Malaga                     | FC Barcelona           | 76–75 (po dogr) | Real Madryt            | Unicaja Málaga  | 70–56 | TAU Cerámica      | Dejan Bodiroga      |
| 2005  | Grenada                    | TAU Cerámica           | 61–55           | CB Granada             | Real Madryt     | 81–74 | Unicaja Málaga    | Tiago Splitter      |
| 2006  | Malaga                     | TAU Cerámica (2)       | 83–78           | Unicaja Málaga         | FC Barcelona    |       | Joventut Badalona | Luis Scola          |
| 2007  | Bilbao                     | TAU Cerámica (3)       | 85–73           | Bilbao Basket          | Real Madryt     |       | FC Barcelona      | Tiago Splitter      |
| 2008  | Zaragoza                   | TAU Cerámica (4)       | 86–85           | CAI Zaragoza           | FC Barcelona    |       | Joventut Badalona | Pablo Prigioni      |
| 2009  | Las Palmas                 | FC Barcelona (2)       | 86–82           | Real Madryt            | CB Gran Canaria |       | Caja Laboral      | Juan Carlos Navarro |
| 2010  | Vitoria                    | FC Barcelona (3)       | 83–63           | Valencia BC            | Real Madryt     |       | Caja Laboral      | Juan Carlos Navarro |
| 2011  | Bilbao                     | FC Barcelona (4)       | 82–73           | Caja Laboral           | Real Madryt     |       | Bilbao Basket     | Juan Carlos Navarro |
| 2012  | Zaragoza                   | Real Madryt            | 95–84           | FC Barcelona           | CAI Zaragoza    |       | Valencia BC       | Rudy Fernández      |
| 2013  | Vitoria                    | Real Madryt (2)        | 83–79           | FC Barcelona           | Bilbao Basket   |       | Saski Baskonia    | Sergio Rodríguez    |
| 2014  | Vitoria                    | Real Madryt (3)        | 99–78           | FC Barcelona           | Valencia BC     |       | Saski Baskonia    | Sergio Llull        |
| 2015  | Malaga                     | FC Barcelona           | 80-62           | Unicaja Málaga         | CB Gran Canaria |       | Real Madryt       | Pau Ribas           |
| 2016  | Vitoria                    | Herbalife Gran Canaria | 79-59           | FC Barcelona Lassa     |                 |       |                   | Kyle Kuric          |
| 2017  | Las Palmas de Gran Canaria | Walencja Basket        | 69-63           | Herbalife Gran Canaria |                 |       |                   | Erick Green         |
| 2018  | Santiago de Compostela     | Real Madryt (4)        | 80–73           | Kirolbet Baskonia      |                 |       |                   | Sergio Llull (2)    |

Od 2006 roku nie są rozgrywane mecze o 3. miejsce. Pozycję tę przyznaje się drużynie, która w 1/2 finału została pokonana przez zdobywcę Superpucharu.

### Tytuły według drużyn
| Klub              | Zwycięzca | Finalista | Rok zwycięstwa                                                 |
| ----------------- | --------- | --------- | -------------------------------------------------------------- |
| Real Madryt       | 10        | 5         | 1985 (1), 2012, 2013, 2014, 2018, 2019, 2020, 2021, 2022, 2023 |
| FC Barcelona      | 6         | 5         | 1987, 2004, 2009, 2010, 2011, 2015                             |
| Saski Baskonia    | 4         | 1         | 2005, 2006, 2007, 2008                                         |
| Joventut Badalona | 2         | 1         | 1985 (2), 1986                                                 |
| Unicaja Málaga    | 1         | 3         | 2024                                                           |
| CAI Zaragoza      | 0         | 1         |                                                                |
| CB Granada        | 0         | 1         |                                                                |
| Bilbao Basket     | 0         | 1         |                                                                |
| CAI Zaragoza      | 0         | 1         |                                                                |
| Valencia BC       | 0         | 1         |                                                                |

1985 (1) – zawody rozgrywane pod koniec sezonu 1984/1985

1985 (2) – zawody rozgrywane na początku sezonu 1985/1986